# Die Kameliendame

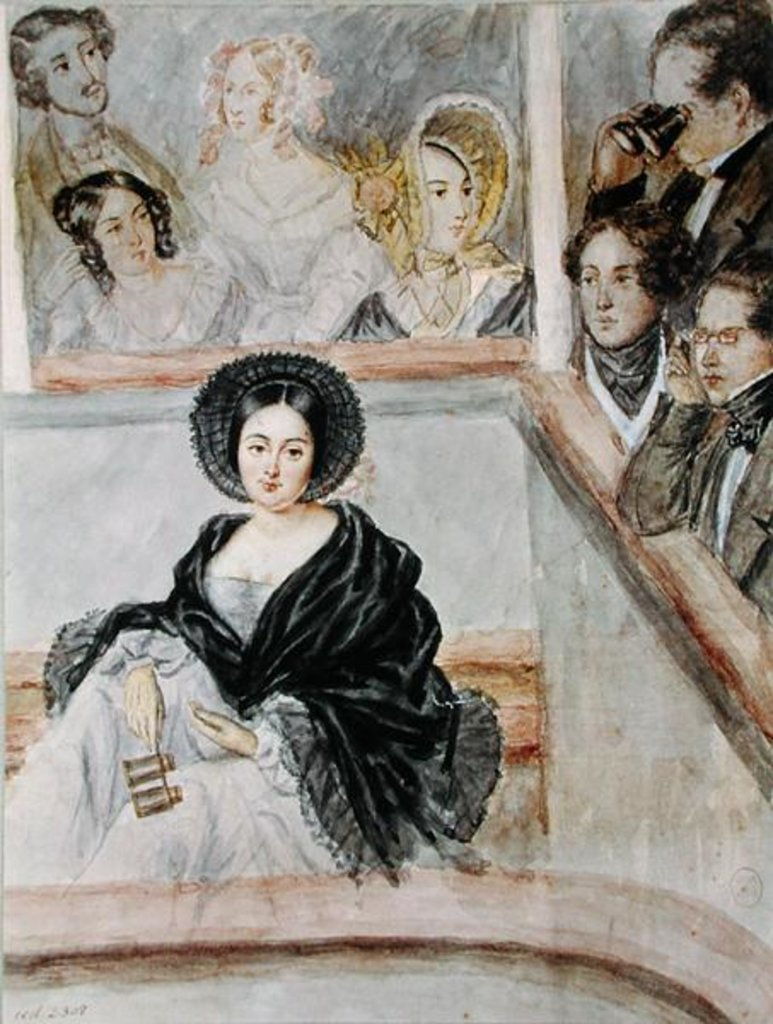
Marie Duplessis

Die Kameliendame (La Dame aux camélias) ist ein Roman des französischen Autors Alexandre Dumas d. J. Er erschien 1848 in Paris und wurde zu einem der größten Erfolge des sonst im Schatten seines Vaters stehenden Autors.
Wie auch andere Romane Dumas’ d. J. beschäftigt sich das Buch mit der Pariser Halbwelt, der demi-monde, in der sich Dumas bewegte. Die Handlung der Kameliendame ist teilweise autobiografisch und erzählt die Geschichte seiner Begegnung als Zwanzigjähriger mit der Modistin und Kurtisane Marie Duplessis.

## Handlung
Der junge Armand Duval, ein Mann aus den besten Kreisen der Pariser Gesellschaft, lernt die Kurtisane Marguerite Gautier kennen und lieben. Die einzigen Blumen, mit denen man sie beschenken darf, sind Kamelien. Nach anfänglichen Eifersüchteleien und Rückzügen seitens Armands, der sich immer heftiger in sie verliebt und dementsprechend ungehalten auf ihren Lebensstil reagiert, verliebt sich auch Marguerite in ihn und versucht, ihr früheres, liederliches Leben seinetwillen aufzugeben und mit ihm zusammen ein neues Leben zu beginnen.
Als sein Vater, ein überaus sittsamer Mensch, der sehr um seinen Sohn besorgt ist, von der Liaison erfährt, versucht er zunächst energisch, diesen umzustimmen. Als dieser höflich, aber bestimmt ablehnt, sucht der Vater heimlich Marguerite auf und macht ihr entrüstet Vorwürfe. Als sie ihn von der Echtheit ihrer Liebe zu Armand überzeugt, beschwört er sie, seinen Sohn und dessen Zukunft nicht durch die ehrlose Verbindung zu gefährden. Sie beugt sich, trennt sich von Armand und kehrt um seinetwillen in ihr altes Leben zurück.
Armand erfährt nichts von den Vorgängen und ist tief verletzt. Erst als sie schwer lungenkrank im Sterben liegt, erfährt er die Gründe ihres Handelns.

## Adaptionen

### Theaterstück

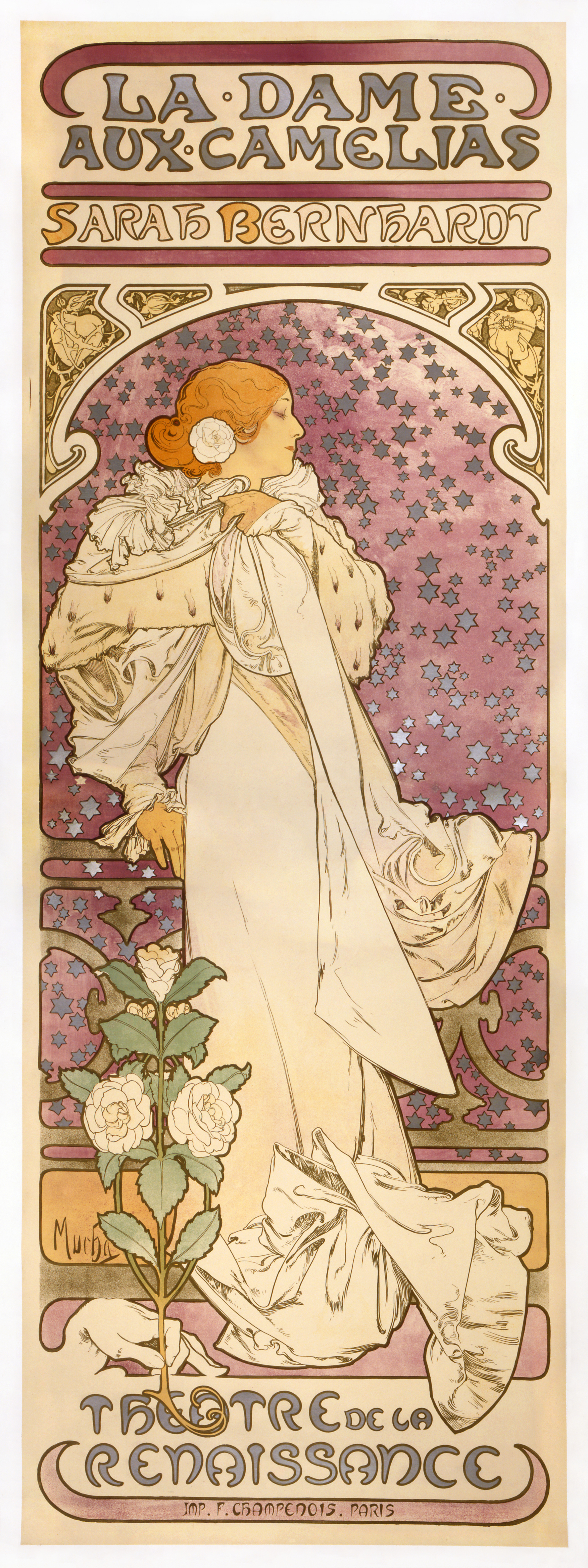
Plakat von Alfons Mucha zu Aufführungen von La Dame aux camélias mit Sarah Bernhardt, 1896

Da das Buch beim Publikum sehr erfolgreich war, arbeitete Dumas das Stück zu einem Bühnendrama um, das am 2. Februar 1852 in Paris uraufgeführt wurde, nachdem man die Premiere aus moralischen Erwägungen heraus mehrmals verschoben hatte. Ab 1880 spielte die französische Schauspielerin Sarah Bernhardt die Hauptrolle in der Kameliendame und feierte damit weltweit große Erfolge. Das Stück sollte zu ihrer Lebensrolle werden.

### Oper
Giuseppe Verdi vertonte das Drama 1853 in der Oper La traviata, einer der ersten realistischen Opern ihrer Zeit.

### Verfilmungen
Die Kameliendame wurde in über 20 Kinofilme adaptiert. Insbesondere in der frühen Filmgeschichte war der Stoff als ideales Material für berühmte Schauspielerinnen wie Sarah Bernhardt und Greta Garbo beliebt.
- 1907: erste Verfilmung des Stoffes unter der Regie von Viggo Larsen in Dänemark
- 1909: Camille, italienischer Stummfilm von Ugo Falena mit Vittoria Lepanto als Kameliendame
- 1911: La Dame aux Camélias, französischer Stummfilm mit Sarah Bernhardt als Kameliendame
- 1915: Camille, US-amerikanischer Stummfilm von Albert Capellani mit Clara Kimball Young als Kameliendame
- 1917: Camille, US-amerikanischer Stummfilm von J. Gordon Edwards mit Theda Bara als Kameliendame
- 1920: Arme Violetta, freie Verfilmung in Deutschland von Paul Ludwig Stein mit Pola Negri
- 1921: Die Kameliendame (Camille), US-amerikanischer Stummfilm mit Alla Nazimova als Kameliendame und Rudolph Valentino als Armand
- 1926: Die Kameliendame (Camille), US-amerikanischer Stummfilm von Fred Niblo, mit Norma Talmadge als Kameliendame und Gilbert Roland als Armand
- 1934: La Dame aux camélias, französischer Film von Abel Gance und Fernand Rivers, mit Yvonne Printemps als Kameliendame und Pierre Fresnay als Armand
- 1936: Die Kameliendame (Camille), US-Filmdrama von George Cukor, mit Greta Garbo als Kameliendame und Robert Taylor als Armand
- 1953: La Dame aux camélias, französischer Film von Raymond Bernard, mit Micheline Presle als Kameliendame und Roland Alexandre als Armand
- 1969: Kameliendame 2000 (Camille 2000), italienischer Film von Radley Metzger mit Danièle Gaubert als Kameliendame, eine moderne Variante des Stoffes
- 1978: Kameliendame, deutscher Fernsehfilm von Tom Toelle, mit Erika Pluhar als Kameliendame und Klaus Hoffmann als Armand
- 1981: Die Kameliendame (La Dame aux camélias), französisch-italienischer Film von Mauro Bolognini mit Isabelle Huppert in der Titelrolle; erzählt die Lebensgeschichte von Marie Duplessis
- 1984: Camille, britischer Fernsehfilm mit Greta Scacchi als Kameliendame und Colin Firth als Armand
- 1987: Die Kameliendame, deutscher Tanzfilm von John Neumeier mit Marcia Haydée und Ivan Liska in den Hauptrollen
- 1998: Die Kameliendame (französischer TV-Film) von Jean-Claude Brialy mit Cristiana Réali in der Hauptrolle
- 2001: Moulin Rouge, Musical-Filmdrama, mit Nicole Kidman als Satine und Ewan McGregor als Christian; die Handlung des Films leitet sich zum Teil von der Kameliendame ab.[1]
- 2023: Sterne unter der Stadt, österreichischer Spielfilm mit Verena Altenberger und Thomas Prenn; ein modernes romantisches Märchen, dass sich in weiten Teilen an den Roman anlehnt.

### Hörspiele
Vom Bayerischen Rundfunk existieren zwei Hörspielproduktionen.
- 1956: Regie Walter Ohm. Mit Käthe Gold (Marguerite Gautier), Peter Lühr (Armand Duval), Hans Leibelt (Herr Duval, Armands Vater), Lina Carstens (Prudence Duvernoy), Constanze Menz (Nanine, Marguerites Zofe), Klaus Havenstein (Gaston Nieux) u. a. – Dauer 83:54 Min. Tondokument ist erhalten.

- 1963: Regie Heinz-Günter Stamm. Mit Joana Maria Gorvin (Marguerite Gautier), Klausjürgen Wussow (Armand Duval), Eberhard Müller-Elmau (Père, Armands Vater), Horst Tappert (Baron von Varville), Heini Göbel (Saint Gaudens), Werner Hessenland (Graf von Giray), Reinhard Glemnitz (Gaston) u. a. – Dauer 102:20 Min. Tondokument ist erhalten.

Beim Westdeutschen Rundfunk entstand ebenfalls eine Hörspielproduktion.
- 2013: Regie: Clemens Schönborn Mit Sophie Rois (Marguerite Gautier), Bernhard Schütz (Nestor), Kai-Ingo Rudolph (Armand Duval) u. a. - Dauer 49:00 Min. Ausgezeichnet mit dem Grand Prix Marulic 2014

### Ballett
Der Choreograf John Neumeier schuf 1978 ein Ballett, das am 4. November desselben Jahres im Großen Haus der Württembergischen Staatstheater in Stuttgart mit Marcia Haydée in der Titelrolle uraufgeführt wurde.
John Neumeier selbst verfilmte sein Ballett 1987 mit Marcia Haydée, Ivan Liška, François Klaus, Colleen Scott und Vladimir Klos in den Hauptrollen.

## Ausgaben
- Alexandre Dumas d. J.: Die Kameliendame. Übersetzt von Ferdinand Hardekopf, Büchergilde Gutenberg, Frankfurt am Main, Wien, Zürich 1953ff.
- Alexandre Dumas d. J.: Die Kameliendame. Übersetzt von Walter Hoyer. Aufbau Taschenbuch Verlag, Berlin 2002, ISBN 3-7466-6100-5.
- Alexandre Dumas d. J.: Die Kameliendame. Roman, aus dem Französischen übersetzt und mit einem Nachwort herausgegeben von Michaela Meßner. 7. Auflage. dtv, München 2005, ISBN 978-3-423-12479-9.
- Alexandre Dumas d. J.: Die Kameliendame. Vollständige Neuübersetzung von Andrea Spingler. Insel, Berlin 2012, ISBN 978-3-458-17557-5.

Hörbuch:
- Alexandre Dumas d. J.: Die Kameliendame. Roman, gelesen von Senta Vogt (6 Audio-CDs + 1 Bonus-CD im MP3-Format). TechniSat Digital, Daun 2006, ISBN 978-3-86667-306-9.